# Duergo
I duerghi sono una razza di nani piuttosto brutti e particolarmente cattivi delle leggende dell'Inghilterra settentrionale, in particolare le Simonside Hills presso Northumberland.
L'aspetto è quello tozzo ma robusto, tipico dei nani. Generalmente indossano un corpetto di pelle d'agnello, pantaloni di fustagno, scarpe e un tipico berretto in muschio verde con una piuma sopra. Il loro principale divertimento consiste nel far perdere la strada ai viaggiatori, soprattutto dopo il tramonto. Si tratta di un comportamento tipico di molte creature maligne della mitologia anglosassone. Come altre creature, anch'essi poi scompaiono con le prime luci, essendo creature della notte.

## Etimologia
L'etimo del nome è incerto. Secondo alcuni potrebbe essere stato originato dal termine nano in norreno, la lingua dei vichinghi, ovvero dvergar. Secondo altri potrebbe venire dall'antico inglese dweorh o dweorg o dall'inglese medievale dwerg a cui è stata aggiunta la desinenza -ar per il plurale tipica del norvegese. Secondo altri ancora, infine, potrebbe derivare dal tedesco medioevale Twerg (pl. Twergen), da cui l'attuale Zwerg (nano). In inglese il nome è duergar ed è quindi diverso da dwarf, usato per il nano tradizionale, quale ad esempio quello dei racconti di Tolkien. Comunque i linguisti concordano che si tratta di una variante del termine nano nelle antiche lingue dell'Europa settentrionale, tutte più o meno imparentate fra loro.

## Italia
Questo genere di nani è presente anche nei racconti fantastici che riguardano l'Italia. Ancora oggi si trovano riferimenti, come in nomi di luoghi, anche al sud delle Alpi. Ad esempio, nell'Ossola, nota per il suo insediamento di popolazioni di lingua germanica (Walser), vicino ad Ornavasso, dove si trova il noto Santuario del Boden, la zona prende il nome di Twäärgjberg, ovvero la montagna dei Twergi, proprio perché la tradizione lo vuole popolato da queste presenze.
Sempre in Val d'Ossola, a Macugnaga e Formazza, due Colonie di origine Walser tra le più importanti e antiche,  troviamo i nani. Dall'aspetto inconsueto, con i piedi girati indietro ma agili e veloci, sono miti e sapienti anche se a volte dispettosi.
A Macugnaga sono chiamati i Götwiargjini, ossia  "i buoni lavoratori" e a Formazza gli Zwiargi semplicemente "nani".
A lungo descritti nelle storie e leggende orali, sono oggi, secondo la tradizione, invisibili agli esseri umani.

## Letteratura
Nella letteratura i duerghi si trovano saltuariamente, essendo meno popolari del più comune nano della narrativa fantastica. Ad esempio, nell'antologia Folk Tales of the North Country di F. Grice, c'è un racconto intitolato appunto The Duergar. Questi esseri sono riportati anche nelle cronache dei quotidiani Morpeth Gazette (1889) e nel saggio di Tyndale del 1930 Legends and Folklore of Northumbria.
Nella letteratura fantastica, i Duergar sono una sottorazza di nani nell'ambientazione Forgotten Realms del gioco di ruolo fantasy Dungeons & Dragons.

## Cinema
Nel film Van Helsing del 2004 diretto da Stephen Sommers, sono gli aiutanti di Dracula.

## Giochi
Nel famoso gioco di ruolo Dungeons & Dragons i duergar sono i nani grigi.